# Żyły gardłowe
Żyły gardłowe (łac. venae pharyngeales) – w anatomii człowieka żyły odprowadzające krew ze ściany gardła. Na tylnej i bocznej powierzchni zewnętrznej gardła wytwarzają splot gardłowy (plexus pharyngealis), oprócz żył ze ściany gardła łączący także gałęzie żylne z podniebienia miękkiego, okolicznych mięśni, trąbki słuchowej i żyłę kanału skrzydłowego, zespalający się ze splotami kręgowymi i splotem skrzydłowym. Po wyjściu ze splotu skrzydłowego, na poziomie kości gnykowej żyły gardłowe wpadają do żyły szyjnej wewnętrznej samodzielnie lub po połączeniu z innymi żyłami tej okolicy uchodzącymi do niej. Nie ma w nich zastawek.